# Gurugrám
Gurugrám (hindi nyelven: गुरुग्राम), 2016-ig Gurgáon (गुड़गांव) város Észak-Indiában, Harijána államban. Delhi központjától kb. 32 km-re délnyugatra, az Indira Gandhi nemzetközi repülőtér mellett fekszik. Lakossága 877 ezer, az agglomerációs övezeté 1,51 millió fő volt 2011-ben.
Fontos ipari és információtechnológiai központ. Itt található az ország legnagyobb autógyára, a Maruti Suzuki (Maruti Udyog Limited).

## Fordítás
- Ez a szócikk részben vagy egészben  a   Gurgaon című angol Wikipédia-szócikk fordításán alapul.  Az eredeti cikk szerkesztőit annak laptörténete sorolja fel. Ez a jelzés csupán a megfogalmazás eredetét és a szerzői jogokat jelzi, nem szolgál a cikkben szereplő információk forrásmegjelöléseként.
- Ez a szócikk részben vagy egészben  a   Gurgaon című német Wikipédia-szócikk fordításán alapul.  Az eredeti cikk szerkesztőit annak laptörténete sorolja fel. Ez a jelzés csupán a megfogalmazás eredetét és a szerzői jogokat jelzi, nem szolgál a cikkben szereplő információk forrásmegjelöléseként.